# Cerotainia jamaicensis
Cerotainia jamaicensis là một loài ruồi trong họ Asilidae. Cerotainia jamaicensis được Johnson miêu tả năm 1919.